# Quatrième circonscription de La Réunion
La quatrième circonscription de la Réunion est l'une des sept circonscriptions législatives de l'île de La Réunion.

## Découpage

Carte de la quatrième circonscription de La Réunion de 1988 à 2012

La quatrième circonscription de La Réunion recouvre les sept cantons suivants :
| Canton                   | Commune      |
| ------------------------ | ------------ |
| Canton de Petite-Île     | Petite-Île   |
| Canton de Saint-Joseph-1 | Saint-Joseph |
| Canton de Saint-Joseph-2 | Saint-Joseph |
| Canton de Saint-Pierre-1 | Saint-Pierre |
| Canton de Saint-Pierre-2 | Saint-Pierre |
| Canton de Saint-Pierre-3 | Saint-Pierre |
| Canton de Saint-Pierre-4 | Saint-Pierre |

Elle comprenait également les cantons de Saint-Philippe et de Sainte-Rose jusqu'au redécoupage des circonscriptions législatives françaises de 2010, lequel a attribué ces cantons à la cinquième circonscription de La Réunion, sa voisine.

## Historique
| Législature | Début de mandat | Fin de mandat   | Député           | Député                | Parti                            | Observations                                               |
| ----------- | --------------- | --------------- | ---------------- | --------------------- | -------------------------------- | ---------------------------------------------------------- |
| VIIIème     | 2 avril 1986    | 14 octobre 1987 |                  | Élie Hoarau           | PCR                              | Également Maire de Saint-Pierre.                           |
| VIIIème     | 14 octobre 1987 | 14 mai 1988     | Claude Hoarau    | PCR                   |                                  |                                                            |
| IXème       | 13 juin 1988    | 1er avril 1993  | Élie Hoarau      | PCR                   | Également Maire de Saint-Pierre. |                                                            |
| Xème        | 2 avril 1993    | 21 avril 1997   |                  | André-Maurice Pihouée | RPR                              | Également Vice-Président du Conseil Général de la Réunion. |
| XIème       | 12 juin 1997    | 18 juillet 2001 |                  | Élie Hoarau           | PCR                              | Également Maire de Saint-Pierre.                           |
| XIème       | 18 juillet 2001 | 18 juin 2002    | Siège vacant     | Siège vacant          | Siège vacant                     | Siège vacant                                               |
| XIIème      | 19 juin 2002    | 19 juin 2007    |                  | Christophe Payet      | PS                               | Également Maire de Petite-Île.                             |
| XIIIème     | 20 juin 2007    | 20 juin 2012    | Patrick Lebreton | PS                    | Également Maire de Saint-Joseph. |                                                            |
| XIVème      | 20 juin 2012    | 20 juin 2017    | Patrick Lebreton | PS                    | Également Maire de Saint-Joseph. |                                                            |
| XVème       | 21 juin 2017    | 21 juin 2022    |                  | David Lorion          | LR                               | Également Premier Adjoint au Maire de Saint-Pierre.        |
| XVIème      | 22 juin 2022    | 9 juin 2024     |                  | Émeline K/Bidi        | LP                               | Également Adjointe au Maire de Saint-Joseph.               |
| XVIIème     | 8 juillet 2024  | en cours        |                  | Émeline K/Bidi        | LP                               |                                                            |

### Élections de 1988
| Candidat       | Candidat              | Parti          | Premier tour | Premier tour | Second tour | Second tour |  |
| Candidat       | Candidat              | Parti          | Voix         | %            | Voix        | %           |  |
| -------------- | --------------------- | -------------- | ------------ | ------------ | ----------- | ----------- |  |
|                | Élie Hoarau élu       | PCR            | 15 171       | 44,96        | 20 452      | 53,13       |  |
|                | André-Maurice Pihouée | RPR (URC)      | 12 195       | 36,14        | 18 042      | 46,87       |  |
|                | Wilfrid Bertile       | PS             | 6 378        | 18,9         |             |             |  |
|                |                       |                |              |              |             |             |  |
| Inscrits       | Inscrits              | Inscrits       | 51 856       | 100,00       | 51 859      | 100,00      |  |
| Abstentions    | Abstentions           | Abstentions    | 17 346       | 33,45        | 12 272      | 23,66       |  |
| Votants        | Votants               | Votants        | 34 510       | 66,55        | 39 587      | 76,34       |  |
| Blancs et nuls | Blancs et nuls        | Blancs et nuls | 766          | 2,22         | 1 093       | 2,76        |  |
| Exprimés       | Exprimés              | Exprimés       | 33 744       | 97,78        | 38 494      | 97,24       |  |

Le suppléant d'Élie Hoarau était Guy Éthève, conseiller général du canton de Saint-Louis-2.

### Élections de 1993
| Candidat       | Candidat                  | Parti          | Premier tour | Premier tour | Second tour | Second tour |  |
| Candidat       | Candidat                  | Parti          | Voix         | %            | Voix        | %           |  |
| -------------- | ------------------------- | -------------- | ------------ | ------------ | ----------- | ----------- |  |
|                | André-Maurice Pihouée élu | RPR (UPF)      | 16 135       | 45,19        | 24 441      | 58,9        |  |
|                | Élie Hoarau sortant       | PCR            | 12 369       | 34,64        | 17 058      | 41,1        |  |
|                | Michel Vergoz             | PS (ADFP)      | 6 090        | 17,06        |             |             |  |
|                | Karl Telegone             | Divers         | 693          | 1,94         |             |             |  |
|                | Jean-Jacques Metas        | Divers droite  | 417          | 1,17         |             |             |  |
|                |                           |                |              |              |             |             |  |
| Inscrits       | Inscrits                  | Inscrits       | 60 066       | 100,00       | 60 062      | 100,00      |  |
| Abstentions    | Abstentions               | Abstentions    | 22 260       | 37,06        | 16 538      | 27,53       |  |
| Votants        | Votants                   | Votants        | 37 806       | 62,94        | 43 524      | 72,47       |  |
| Blancs et nuls | Blancs et nuls            | Blancs et nuls | 2 102        | 5,56         | 2 025       | 4,65        |  |
| Exprimés       | Exprimés                  | Exprimés       | 35 704       | 94,44        | 41 499      | 95,35       |  |

### Élections de 1997
|                | Élie Hoarau élu               | PCR (PS)       | 21 707 | 54,76  |  |  |  |
|                | André-Maurice Pihouée sortant | RPR            | 16 215 | 40,9   |  |  |  |
|                | Marie-Luce Clain              | FN             | 988    | 2,49   |  |  |  |
|                | Érick-Joël Mayen              | PLN            | 732    | 1,85   |  |  |  |
|                |                               |                |        |        |  |  |  |
| Inscrits       | Inscrits                      | Inscrits       | 66 697 | 100,00 |  |  |  |
| Abstentions    | Abstentions                   | Abstentions    | 23 592 | 35,37  |  |  |  |
| Votants        | Votants                       | Votants        | 43 105 | 64,63  |  |  |  |
| Blancs et nuls | Blancs et nuls                | Blancs et nuls | 3 463  | 8,03   |  |  |  |
| Exprimés       | Exprimés                      | Exprimés       | 39 642 | 91,97  |  |  |  |

Le suppléant d'Élie Hoarau était Wilfrid Bertile, PS, ancien député, maire de Saint-Philippe, conseiller général du canton de Saint-Philippe, maître de conférences.

### Élections de 2002
|                | Christophe Payet élu  | PS (PCR)          | 21 925 | 50,28  |  |  |  |
|                | David Lorion          | UMP               | 18 219 | 41,78  |  |  |  |
|                | Jocelyne Stephen      | Les Verts         | 738    | 1,69   |  |  |  |
|                | Jean Provens          | FN                | 726    | 1,67   |  |  |  |
|                | Nicolas Grondin       | LO                | 447    | 1,03   |  |  |  |
|                | Gérard Lacroix        | Divers écologiste | 417    | 0,96   |  |  |  |
|                | Annie-Claude France   | MNR               | 391    | 0,9    |  |  |  |
|                | Judith Mamindy Pajany | Divers            | 383    | 0,88   |  |  |  |
|                | Jacky Juan            | Divers gauche     | 197    | 0,45   |  |  |  |
|                | Vincent Defaud        | Régionaliste      | 160    | 0,37   |  |  |  |
|                |                       |                   |        |        |  |  |  |
| Inscrits       | Inscrits              | Inscrits          | 80 247 | 100,00 |  |  |  |
| Abstentions    | Abstentions           | Abstentions       | 34 532 | 43,03  |  |  |  |
| Votants        | Votants               | Votants           | 45 715 | 56,97  |  |  |  |
| Blancs et nuls | Blancs et nuls        | Blancs et nuls    | 2 112  | 4,62   |  |  |  |
| Exprimés       | Exprimés              | Exprimés          | 43 603 | 95,38  |  |  |  |

La suppléante de Christophe Payet était Graziella Leveneur, PCR, conseillère générale du canton de Saint-Pierre-4.

### Élections de 2007
| Candidat       | Candidat                 | Parti          | Premier tour | Premier tour | Second tour | Second tour |  |
| Candidat       | Candidat                 | Parti          | Voix         | %            | Voix        | %           |  |
| -------------- | ------------------------ | -------------- | ------------ | ------------ | ----------- | ----------- |  |
|                | Patrick Lebreton élu     | PS             | 16 975       | 33,06        | 34 994      | 58,21       |  |
|                | Michel Fontaine          | UMP            | 16 248       | 31,64        | 25 121      | 41,79       |  |
|                | Élie Hoarau              | PCR            | 13 725       | 26,73        |             |             |  |
|                | Franco Loricourt         | UDF–MoDem      | 1 516        | 2,95         |             |             |  |
|                | Véronique Denes          | Les Verts      | 889          | 1,73         |             |             |  |
|                | François Fays            | Divers gauche  | 885          | 1,72         |             |             |  |
|                | Jack Lechat              | Divers droite  | 263          | 0,51         |             |             |  |
|                | Serge Latchoumanin       | LO             | 255          | 0,5          |             |             |  |
|                | Véronique Tseng Chao Kim | Divers         | 203          | 0,4          |             |             |  |
|                | Eddy Vienne              | Divers         | 161          | 0,31         |             |             |  |
|                | Érik Gruchet             | Divers         | 144          | 0,28         |             |             |  |
|                | Youssef Kola             | Divers         | 84           | 0,16         |             |             |  |
|                |                          |                |              |              |             |             |  |
| Inscrits       | Inscrits                 | Inscrits       | 93 924       | 100,00       | 93 834      | 100,00      |  |
| Abstentions    | Abstentions              | Abstentions    | 40 440       | 43,06        | 31 097      | 33,14       |  |
| Votants        | Votants                  | Votants        | 53 484       | 56,94        | 62 737      | 66,86       |  |
| Blancs et nuls | Blancs et nuls           | Blancs et nuls | 2 136        | 3,99         | 2 622       | 4,18        |  |
| Exprimés       | Exprimés                 | Exprimés       | 51 348       | 96,01        | 60 115      | 95,82       |  |

### Élections de 2012
|                | Patrick Lebreton sortant réélu | PS             | 24 337 | 51,13  |  |  |  |
|                | Béatrice Sigismeau             | UMP            | 11 060 | 23,24  |  |  |  |
|                | Élie Hoarau                    | PCR            | 7 365  | 15,47  |  |  |  |
|                | Marie-Luce Clain               | FN             | 1 428  | 3      |  |  |  |
|                | Bertrand Grondin               | EÉLV           | 1 074  | 2,26   |  |  |  |
|                | Jean Le Porchou                | FG (PCF)       | 590    | 1,24   |  |  |  |
|                | Valérie Dambreville            | DLR            | 537    | 0,51   |  |  |  |
|                | Jean-François Sarpedon         | Divers gauche  | 529    | 1,11   |  |  |  |
|                | Yanis Payet                    | Divers droite  | 482    | 1,01   |  |  |  |
|                | Serge Latchoumanin             | LO             | 193    | 0,41   |  |  |  |
|                |                                |                |        |        |  |  |  |
| Inscrits       | Inscrits                       | Inscrits       | 94 872 | 100,00 |  |  |  |
| Abstentions    | Abstentions                    | Abstentions    | 45 008 | 47,44  |  |  |  |
| Votants        | Votants                        | Votants        | 49 864 | 52,56  |  |  |  |
| Blancs et nuls | Blancs et nuls                 | Blancs et nuls | 2 269  | 4,55   |  |  |  |
| Exprimés       | Exprimés                       | Exprimés       | 47 595 | 95,45  |  |  |  |

### Élections de 2017
|                                                                             |                                                              |                           |                           |                          |                          |
|                                                                             |                                                              | Premier tour 11 juin 2017 | Premier tour 11 juin 2017 | Second tour 18 juin 2017 | Second tour 18 juin 2017 |
|                                                                             |                                                              |                           |                           |                          |                          |
|                                                                             |                                                              | Nombre                    | % des inscrits            | Nombre                   | % des inscrits           |
| Inscrits                                                                    | Inscrits                                                     | 104 988                   | 100,00                    | 104 970                  | 100,00                   |
| Abstentions                                                                 | Abstentions                                                  | 61 187                    | 58,28                     | 55 627                   | 52,99                    |
| Votants                                                                     | Votants                                                      | 43 801                    | 41,72                     | 49 343                   | 47,01                    |
|                                                                             |                                                              |                           | % des votants             |                          | % des votants            |
| Bulletins blancs                                                            | Bulletins blancs                                             | 1 708                     | 3,90                      | 2 631                    | 5,33                     |
| Bulletins nuls                                                              | Bulletins nuls                                               | 2 141                     | 4,89                      | 3 434                    | 6,96                     |
| Suffrages exprimés                                                          | Suffrages exprimés                                           | 39 952                    | 91,21                     | 43 278                   | 87,71                    |
|                                                                             |                                                              |                           |                           |                          |                          |
| Candidat Étiquette politique (partis et alliances)                          | Candidat Étiquette politique (partis et alliances)           | Voix                      | % des exprimés            | Voix                     | % des exprimés           |
|                                                                             |                                                              |                           |                           |                          |                          |
|                                                                             | David Lorion Les Républicains                                | 13 272                    | 33,22                     | 23 540                   | 54,39                    |
|                                                                             | Virginie Gobalou Divers gauche (Progrès974 - PS)             | 9 441                     | 23,63                     | 19 738                   | 45,61                    |
|                                                                             | Anaïs Patel La République en marche                          | 5 416                     | 13,56                     |                          |                          |
|                                                                             | Corine Bédier La France insoumise                            | 3 328                     | 8,33                      |                          |                          |
|                                                                             | Philippe Ghanty Front national                               | 2 567                     | 6,43                      |                          |                          |
|                                                                             | Bernard Von-Pine Divers droite                               | 1 590                     | 3,98                      |                          |                          |
|                                                                             | Hermann Rifosta Divers droite                                | 1 152                     | 2,88                      |                          |                          |
|                                                                             | Danon Lutchmee Odayen Écologiste (Europe Écologie Les Verts) | 1 030                     | 2,58                      |                          |                          |
|                                                                             | Maximin Banon Divers gauche                                  | 921                       | 2,31                      |                          |                          |
|                                                                             | Jean-François Sarpedon Écologiste                            | 461                       | 1,15                      |                          |                          |
|                                                                             | Sophie Sénac Divers (Union populaire républicaine)           | 459                       | 1,15                      |                          |                          |
|                                                                             | Serge Latchoumanin Lutte ouvrière                            | 315                       | 0,79                      |                          |                          |
| Source : Ministère de l'Intérieur - Quatrième circonscription de La Réunion |                                                              |                           |                           |                          |                          |

Lors des élections législatives les 11 et 18 juin 2017, deux candidats se retrouvent en ballotage: David Lorion, 
candidat de l'Union de la Droite et 1er adjoint au Maire de Saint-Pierre, arrivé en tête lors du premier tour (33,22 %), et Virginie Gobalou (23,63 %), candidate Le Progrès, soutenue par le député sortant Patrick Lebreton (2007-2017) qui ne se représente pas.
Le candidat Les Républicains (LR) garde son avance du premier tour et remporte pour la première fois un siège à l'Assemblée nationale avec 54,39 % contre 45,61 % pour la socialiste.

### Élections de 2022
| Résultats des élections législatives des 12 et 19 juin 2022 de la 4e circonscription de la Réunion |                          |                          |                          |              |              |             |             |
| Candidat                                                                                           | Candidat                 | Parti                    | Nuance                   | Premier tour | Premier tour | Second tour | Second tour |
| Candidat                                                                                           | Candidat                 | Parti                    | Nuance                   | Voix         | %            | Voix        | %           |
| | Emeline K/Bidi           | Le Progrès (NUPES)       | DVG                      | 13 197       | 36,11        | 27 532      | 61,33       |
| | David Lorion             | LR (UDC)                 | LR                       | 11 868       | 32,48        | 17 363      | 38,67       |
| | Annie-Claude Boucher     | RN                       | RN                       | 3 850        | 10,54        |             |             |
| | Ruth Dijoux              | SE                       | ECO                      | 2 118        | 5,80         |             |             |
| | Stéphane Albora          | LRPV                     | ECO                      | 1 819        | 4,98         |             |             |
| | Sharif Bemat             | LREM (ENS)               | DVC                      | 1 326        | 3,63         |             |             |
| | Patricia Hoareau         | LP (UPF)                 | DSV                      | 927          | 2,54         |             |             |
| | Richard Riani            | SE                       | DIV                      | 527          | 1,44         |             |             |
| | Serge Latchoumanin       | LO                       | DXG                      | 417          | 1,14         |             |             |
| | Rudy Thazard             | SE                       | REG                      | 335          | 0,92         |             |             |
| | Isabelle Payet           | SE                       | DIV                      | 158          | 0,43         |             |             |
| Votes valides                                                                                      | Votes valides            | Votes valides            | Votes valides            | 36 542       | 92,77        | 44 895      | 93,28       |
| Votes blancs                                                                                       | Votes blancs             | Votes blancs             | Votes blancs             | 1 331        | 3,38         | 1 395       | 2,90        |
| Votes nuls                                                                                         | Votes nuls               | Votes nuls               | Votes nuls               | 1 517        | 3,85         | 1 839       | 3,82        |
| Total                                                                                              | Total                    | Total                    | Total                    | 39 390       | 100          | 48 129      | 100         |
| Abstention                                                                                         | Abstention               | Abstention               | Abstention               | 69 541       | 63,84        | 60 812      | 55,82       |
| Inscrits / participation                                                                           | Inscrits / participation | Inscrits / participation | Inscrits / participation | 108 931      | 36,16        | 108 941     | 44,18       |

### Élections de 2024
| Candidat                 | Candidat                 | Parti et coalition       | Nuance                   | Premier tour | Premier tour | Second tour | Second tour |
| Candidat                 | Candidat                 | Parti et coalition       | Nuance                   | Voix         | %            | Voix        | %           |
| ------------------------ | ------------------------ | ------------------------ | ------------------------ | ------------ | ------------ | ----------- | ----------- |
|                          | Emeline K/Bidi           | LP (NFP)                 | DVG                      | 22 696       | 42,28        | 32 405      | 60,59       |
|                          | Jonathan Rivière         | RN                       | RN                       | 14 797       | 27,57        | 21 075      | 39,41       |
|                          | David Lorion             | app. LR                  | DVD                      | 13 171       | 24,54        |             |             |
|                          | Imrhane Moulla           | LDA                      | DVD                      | 1 594        | 2,97         |             |             |
|                          | Serge Latchoumanin       | LO                       | EXG                      | 1 189        | 2,21         |             |             |
|                          | Martine Dijoux           | DLF                      | DSV                      | 233          | 0,43         |             |             |
|                          |                          |                          |                          |              |              |             |             |
| Votes valides            | Votes valides            | Votes valides            | Votes valides            | 53 680       | 94,22        | 53 480      | 92,01       |
| Votes blancs             | Votes blancs             | Votes blancs             | Votes blancs             | 1 577        | 2,77         | 2 359       | 4,06        |
| Votes nuls               | Votes nuls               | Votes nuls               | Votes nuls               | 1 718        | 3,02         | 2 286       | 3,93        |
| Total                    | Total                    | Total                    | Total                    | 56 975       | 100          | 58 125      | 100         |
| Abstention               | Abstention               | Abstention               | Abstention               | 54 508       | 48,89        | 53 375      | 47,87       |
| Inscrits / participation | Inscrits / participation | Inscrits / participation | Inscrits / participation | 111 483      | 51,11        | 111 500     | 52,13       |